# Даур
Даур (фр. Daours) насеље је и општина у североисточној Француској у региону Пикардија, у департману Сома која припада префектури Амјен.
По подацима из 2011. године у општини је живело 794 становника, а густина насељености је износила 91,79 становника/km². Општина се простире на површини од 8,65 km². Налази се на средњој надморској висини од 53 метара (максималној 96 m, а минималној 22 m).

## Демографија
| 1962. | 1968. | 1975. | 1982. | 1990. | 1999. | 2011. |
| ----- | ----- | ----- | ----- | ----- | ----- | ----- |
| 709   | 718   | 788   | 762   | 789   | 768   | 794   |

График промене броја становника у току последњих година